# Zebala
Zebala é uma cidade e comuna rural da circunscrição de Cutiala, na região de Sicasso ao sul do Mali. Segundo censo de 1998, havia 14 854 residentes, enquanto segundo o de 2009, havia 17 278. A comuna inclui uma cidade e 7 vilas.

## História
Em 1898, após ser ameaçado pelo avanço das forças do Reino de Quenedugu, Bala de Tieré se refugiu na cidade.